# 9-cub
În geometrie, un 9-cub este un hipercub cu nouă dimensiuni, având 512 vârfuri, 2304 laturi, 4608 fețe pătrate, 5376 celule cubice, 4032 fețe tesseractice (cvadridimensionale), 2016 fețe 5-cubice⁠(d) (pentadimensionale), 672 fețe 6-cubice (hexadimensionale), 144 fețe 7-cubice (heptadimensionale) și 18 fețe 8-cubice (octadimensionale).
Acesta poate fi denumit prin simbolul său Schläfli {4,37}, fiind compus din trei 8-cuburi în jurul fiecărei fețe heptadimensionale. Este, de asemenea, numit enneract, un cuvânt telescopat din tesseract (4-cub) și enne pentru nouă (dimensiuni) în greacă. Poate fi numit și un octadecaco-9-tope obișnuit sau octadecayotton, fiind un politop cu nouă dimensiuni⁠(d) construit cu 18 fațete regulate.
Face parte dintr-o familie infinită de politopuri, numite hipercuburi. Dualul unui 9-cub poate fi numit un 9-ortoplex⁠(d) și face parte din familia infinită a ortoplexurilor.

## Coordonate carteziene
Coordonatele carteziene pentru vârfurile unui 9-cub centrat la origine și cu lungimea laturii 2 sunt
(±1,±1,±1,±1,±1,±1,±1,±1,±1)
iar interiorul aceluiași constă din toate punctele (x0, x1, x2, x3, x4, x5, x6, x7, x8) cu −1 < x i < 1.

## Proiecții
| Acest grafic al 9-cubului este o proiecție ortogonală. Această orientare arată coloane de vârfuri poziționate la o distanță vârf-latură-vârf de la un vârf pe partea stângă la un vârf pe partea dreaptă, iar laturile atașează coloane adiacente de vârfuri. Numărul de vârfuri din fiecare coloană reprezintă rânduri din triunghiul lui Pascal, fiind 1:9:36:84:126:126:84:36:9:1. |

## Politopuri derivate
Aplicând o operație de alternare, ștergând vârfurile alternante ale 9-cubului, se creează un alt politop uniform, numit 9-demicub⁠(d), (parte a unei familii infinite numite demihipercuburi), care are 18 fațete de 8-demicub⁠(d) și 256 fațete de 8-simplex.